# Karolina Bednarek
Karolina Bednarek, z d. Suwińska (ur. 31 października 1988 w Olsztynie) – polska siatkarka, grająca na pozycji środkowej. 
Od sezonu 2022/2023 jest fizjoterapeutką i trenerem przygotowania fizycznego w niemieckiem klubie męskim SWD Powervolleys Düren, który występuje w Bundeslidze w najwyższej klasie rozgrywkowej w Niemczech.
Pierwsze kroki w siatkówce stawiała w zespole Warmiss Volley Olsztyn. Stamtąd przeniosła się do Gedanii, w której barwach zdobyła srebrny medal mistrzostw Polski juniorek i zaliczyła drugoligowy debiut. W sezonie 2007/2008 jej karierę przerwała kontuzja. Po wyleczeniu kontuzji w sezonie 2011/2012 od listopada była zawodniczką ŁMLKS Łaskovia Łask, z którym to zespołem zajęła 5. miejsce w rozgrywkach gr. 3 II ligi kobiet. Po trzech sezonach spędzonych w ŁKS Commercecon Łódź przeniosła się do AZS KSZO Ostrowiec Świętokrzyski, który zajął  ostatnie miejsce w rozgrywkach Orlen Ligi. 
Środkowa po wyleczeniu kontuzji wracała do siatkówki halowej także przez grę na plaży. W latach 2009–2011 rywalizowała w parze z Luizą Niemc, z którą zajęła odpowiednio 5. (2010) i 7. (2011) miejsce w mistrzostwach Polski. Następnie w latach 2011–2014 grała w parze z Agnieszką Wołoszyn.

## Sukcesy klubowe
II liga:
- 2014

I liga:
- 2015